# バウォコジ
バウォコジ またはステイトラービル・モンスターは、2011年に南アフリカ共和国に出現したとされる未確認動物のひとつ。

## 名称
「バウォコジ」という名は、「義理の兄弟」を意味するとされる。

## 特徴
バウォコジは姿を自在に変化させる能力を有するとされる。また、写真で撮ると、肉眼と異なった姿で写るという。
また、多くの目撃者が、飛行能力を有することを報告している。
初期の報告では人や家畜に害をもたらさないとされていたが、その後3人がバウォコジの犠牲になったという話が出た。

## 報告
4月19日、東ケープ警察が、姿を変える怪物の噂が広まっていると報告した。
ザンディシレ・ネラニ准尉は、怪物は見ている最中に姿を変えるとし、「スーツの男から豚、そしてコウモリに姿を変えた」という報告があったこと、教会の近くで夜のみ現れることを語った。ネラニは、次に怪物が現れたら写真を撮るように住民に語った。この話は、4月22日にnews24が取り上げた。
25日、東ケープ警察が再び報告を行った。その中でザンディシレ・ネラニ准尉は、24日夜に姿を変化させる怪物の目撃が２件報告されたと述べた。
報告によれば、ノジフォ（Nozipho）を含む2人の男が居酒屋の近くを歩いていたとき、ノジフォが黒いジャケットを着た男に話しかけたところ、その男には頭部がなかった。その後頭のない男は激怒した牛ほどの大きさの犬に変化し、ノジフォらは逃げ出した。このとき怪物は同じ道の別のグループにも目撃され、この怪物は巨大な猿になっていなくなったという。
また、警察はバウォコジは1ヶ月以上前に別々の葬儀に出席した葬列者によって最初に目撃されたこと、木の下で休んでいる人物の写真を撮ったところ写っていたのは未知の生物だったという事例があったことを報告した。
オカルトを取り上げることで知られるタブロイド紙のウィークリー・ワールド・ニューズは4月26日にバウォコジの記事を掲載した。
ウィークリー・ワールド・ニューズは、今朝（26日）、3人の農民が怪物によって引き裂かれた遺体となって発見されたと掲載した。